# Sillans
Sillans is een gemeente in het Franse departement Isère (regio Auvergne-Rhône-Alpes). De plaats maakt deel uit van het arrondissement Grenoble. Sillans telde op 1 januari 2022 1.923 inwoners. 

## Geografie
De oppervlakte van Sillans bedroeg op 1 januari 2022 12,61 vierkante kilometer; de bevolkingsdichtheid was toen 152,5 inwoners per km².

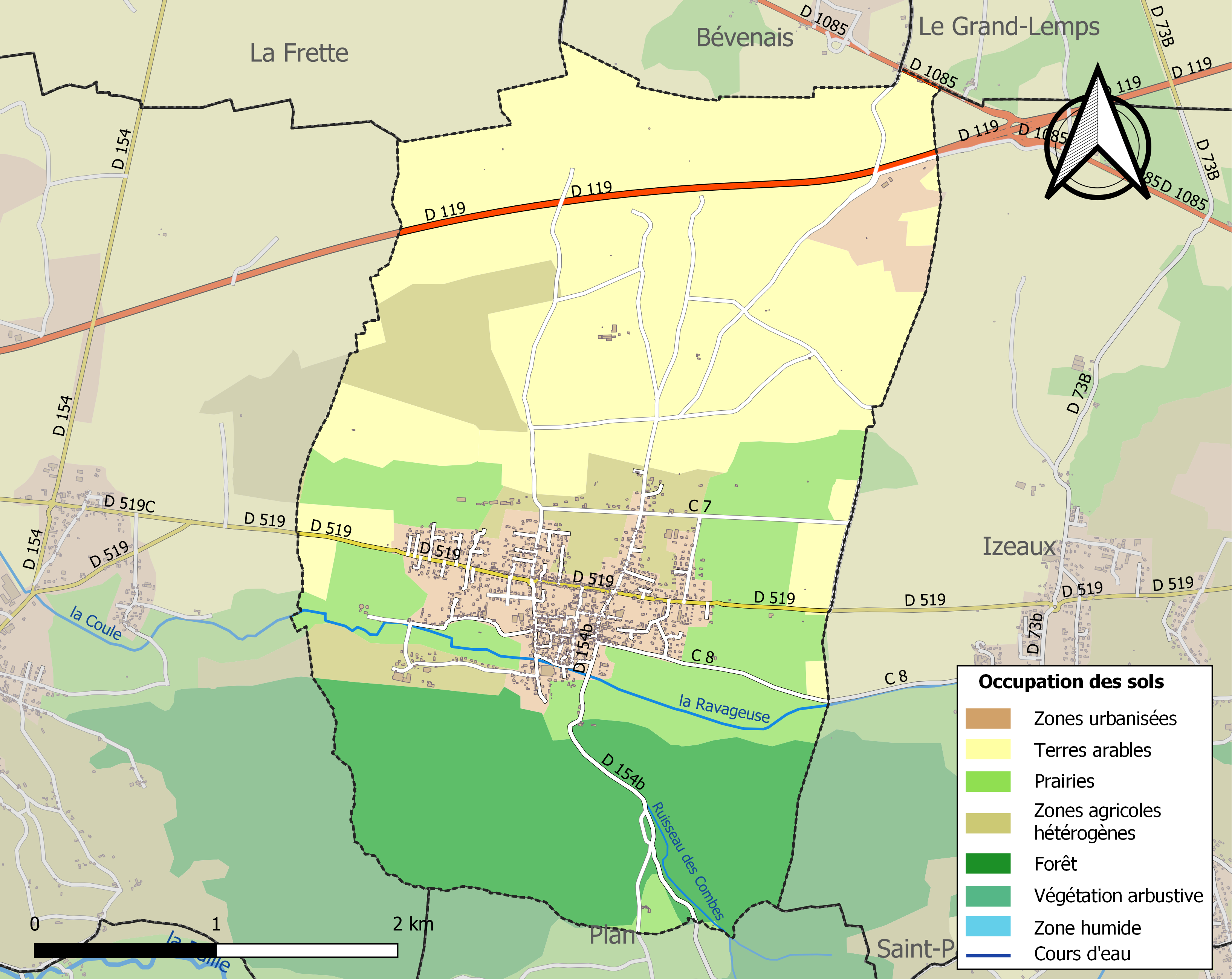
Kaart van de gemeente met de belangrijkste infrastructuur, bodemgebruik en omliggende gemeenten

## Demografie
Onderstaande figuur toont het verloop van het inwonertal (bron: INSEE-tellingen).